# 湘店镇
湘店镇，原为湘店乡，是中华人民共和国福建省龙岩市武平县下辖的一个乡镇级行政单位。2018年撤乡设镇。区划代码改为350824112。

## 行政区划
湘店镇下辖以下地区：
尧山村、三和村、七里村、店下村、湘洋村和湘湖村。

## 地理位置
湘店镇位于福建省武平县最北端山间谷地，俗称武平“北大门”，地处北纬25°56'，东经116°12'，是武平、长汀、上杭三县结合部，东与长汀县羊牯乡，上杭县官庄乡交界，西南部与本县桃溪镇、大禾镇毗邻，北与长汀县红山镇，濯田镇接壤。距县城60公里，省道205线从境内通过，交通比较便利。区域总面积101.4平方公里，其中山地面积12.8万亩耕地面积10539亩。